# Jorge Paredes
Jorge Paredes Hernández war ein chilenischer Fußballspieler. Der Torwart absolvierte ein Länderspiel für sein Heimatland. 

## Karriere

### Verein
Jorge Paredes spielte mindestens 1916 für den Fußballklub Nacional Star aus der Hauptstadt Santiago.

### Nationalmannschaft
Beim ersten ausgetragenen Campeonato Sudamericano 1916 stand Jorge Paredes im Kader Chiles, absolvierte jedoch als Ersatzmann für Manuel Guerrero keine Partie. Chile wurde mit einem Punkt aus drei Spielen Turnierletzter. Wenige Tage nach dem Turnier kam der Torwart bei der 0:1-Niederlage im Freundschaftsspiel gegen Argentinien zum Einsatz. Es blieb der einzige Länderspieleinsatz für Paredes.